# Александру Тудосе
Александру Тудосе (рум. Alexandru Tudose; нар. 3 квітня 1987, Галац, Румунія) — румунський футболіст, воротар, півзахисник клубу «Тиргу-Муреш».

## Життєпис
Александру Тудосе дебютував у вищому дивізіоні Румунії наприкінці сезону 2004/05 років в матчі «Оцелул» - «Прогресул» (0:2). Будучи капітаном збірної Румунії до 17 років, Тудосе був запрошений в «Стяуа», де грав спочатку в другій команді. 29 березня 2006 року отримав медаль «Meritul Sportiv» II класу зі стрічкою від президента Румунії Траяна Бесеску, оскільки він був гравцем клубу «Стяуа», який останнім на сьогоднішній день серед румунських клубів кваліфікувалося до чвертьфіналу Кубку УЄФА 2005/06 років. У сезоні 2006/07 років Тудосе був орендований командою УТА (Арад), яке за підсумками зезону знову повернулося до Ліги I разом з Валентіном Сімеоном. А в наступному році також на правах оренди разом з іншими гравцями «Стяуа» підсилив «Глорію» (Бузеу). У Бузеу футболіст зіграв 39 матчів та забив свій перший м'яч у лізі, реалізувавши пенальті в матчі проти «Унірі» (Урзічень). Протягом цього часу провів дев'ять матчів за молодіжну збірну Румунії.
У січні 2009 року Тудосе й два його партнера по «Глорії» Алінь Літу й Ерік Бікфалві були відкликані з оренди назад у «Стяуа». У першому матчі сезону 2008/09 років, «Стяуа» - «Васлуй» (1:1), залишився на лаві для запасних. У складі цієї команди дебютував в квітні того ж року в матчі проти «Фарула» (1:1). У першому ж матчі футболіст був вилучений з поля. Надалі, будучи підданим критиці з боку керівництва клубу, Тудосе розірвав контракт зі «Стяуа» і перейшов в команду «Глорія» (Бистриця). Далі на батьківщині захищав кольори команд «Динамо» (Бухарест), «Корона» (Брашов) і «Сегята».
Влітку 2014 року був заявлений за ужгородську «Говерлу» в чемпіонаті України. В українській Прем'єр-лізі футболіст зіграв 23 матчі. Єдиний голом відзначився в дебютній грі проти львівських «Карпат». Після завершення сезону Тудосе повернувся до Румунії, де продовжив кар'єру в складі «Петролула».

## Досягнення
Глорія (Бистриця)
- II Ліга
  -  Срібний призер (1): 2012

Мелака Юнайтед
- Прем'єр-ліга Малайзії
  -  Чемпіон (1): 2016